# Apache CXF
Az Apache CXF egy nyílt forráskódú, teljes funkcionalitással rendelkező webszolgáltatás keretrendszer. Két nyílt forráskódú projekt kombinációjából ered: a Celtix keretrendszert az IONA Technologies fejlesztette ki. (A céget 2008-ban megvásárolta a Progress Software.) Az XFire rendszert egy csapat fejlesztette ki, és a Codehaus hosztolta. Ezt a két projektet dolgozták össze az Apache Software Foundation-nál. A CXF név a „Celtix” és a „XFire” projektek neveinek kombinációjából származik.
A CXF kulcs tervezési szempontjai a következők voltak:
- A felhasználói felület tiszta szétválasztása az alapvető kódtól a JAX-WS-sel.
- Egyszerűség pl. a kliensek vagy végpontok létrehozása esetén annotációk nélkül.
- Nagy teljesítmény minimális számítási többletköltséggel.
- Beágyazható webszolgáltatás komponensek: pl. beágyazhatóság a Spring keretrendszerbe és az Apache Geronimo-ba.

A CXF-et gyakran együtt használják a Apache ServiceMix-el, Apache Camel-lel és Apache ActiveMQ-val a szolgáltatásorientált architektúrájú (SOA) projektekben.

## Tulajdonságai
A CXF számos tulajdonság csoporttal rendelkezik, de az elsődleges fókusz a következő területeken van:
- Web szolgáltatás sztenderdek támogatása:
  - SOAP
  - WS-Addressing
  - WS-Policy
  - WS-ReliableMessaging
  - WS-SecureConversation
  - WS-Security
  - WS-SecurityPolicy
- JAX-WS API a szolgáltatások fejlesztéséhez
  - Java elsődleges támogatás
  - WSDL eszközkészlet
- JAX-RS (JSR 311 1.0) API a RESTful Webszolgáltatás fejlesztéshez
- JavaScript programozási modell szolgáltatás és kliens fejlesztéshez
- Maven eszközkészlet
- CORBA támogatás
- HTTP és JMS szállítási réteg
- Beágyazott telepítés:
  - ServiceMix vagy más JBI konténer
  - Geronimo vagy más Java EE konténer
  - Tomcat vagy más szervlet konténer
  - OSGi
- Referencia OSGi távoli szolgáltatás megvalósítás

## Kereskedelmi támogatás
A CXF-hez létezik vállalati szintű támogatás is, mely független gyártóktól érhető el. Ilyen pl. a FuseSource, JBoss, Talend valamit a Sosnoski Software Associates. A további támogatási opciók részleteiért lásd CXF támogatási oldal.

## Fordítás
Ez a szócikk részben vagy egészben  az   Apache CXF című angol Wikipédia-szócikk ezen változatának fordításán alapul.  Az eredeti cikk szerkesztőit annak laptörténete sorolja fel. Ez a jelzés csupán a megfogalmazás eredetét és a szerzői jogokat jelzi, nem szolgál a cikkben szereplő információk forrásmegjelöléseként.
1. ↑  Release 4.1.0, 2024. december 9. (Hozzáférés: 2024. december 29.)